# دارن لاپتورن
دارن لاپتورن (انگلیسی: Darren Lapthorne؛ زادهٔ ۴ مارس ۱۹۸۳) دوچرخه‌سوار اهل استرالیا است.